# François Luchaire
Pour les articles homonymes, voir Luchaire.
François Luchaire, né le 1er janvier 1919 à La Rochelle (Charente-Maritime) et mort le 7 août 2009 dans le 7e arrondissement de Paris, est un professeur de droit public français, cofondateur de l'université Paris 1 Panthéon-Sorbonne qu'il préside de 1970 à 1976, spécialiste du droit constitutionnel, et un homme politique français.

## Biographie

### Jeunesse et études
François Luchaire naît le 1er janvier 1919 à La Rochelle. Il est le fils de Maurice Luchaire (1880-1954), préfet, et de son épouse Denise, née Florent. Les Luchaire sont une famille établie, dès le XVIe siècle, dans les Cévennes, à Lodève ; drapiers prospères sous l'Ancien Régime, ils sont ruinés par la Révolution et entrent alors dans l'administration. François Luchaire est notamment : l'arrière-petit-fils de Jules Zeller (1819-1900) ; le petit-fils d'Achille Luchaire (1846-1908) ; le neveu de Julien Luchaire (1876-1962) ; et le cousin germain de Jean Luchaire (1901-1946).
Il quitte La Rochelle pour Cherbourg où son père, Maurice Luchaire, est nommé sous-préfet (1927-1940). Il est admis au lycée de Cherbourg, puis, après de rapides études de droit, devient, en 1938, avocat au barreau de Caen.
En 1939, il est mobilisé et réussit le concours de commissaire de la marine militaire. En 1940, il est nommé au grade d'aspirant. Son bateau, touché lors de l'attaque de Mers el-Kébir, est coulé le lendemain par un sous-marin britannique au large d'Alger. En 1942, il publie sa thèse sur la cour supérieure d'arbitrage. Il s'engage ensuite dans la Résistance en rejoignant les FFL.
En 1945, il obtient l'agrégation en droit,, et devient professeur de droit public à l'université de Nancy en 1949,.
L'un de ses enfants est le professeur de droit Yves Luchaire, qui fut le premier directeur de l'Institut d'études politiques de Lille.
Par ailleurs, l'une de ses filles est l'épouse de Pascal Lamy, ancien directeur de l'Organisation mondiale du commerce (OMC).

### Parcours professionnel
En 1951, il est appelé comme chargé de mission au ministère de l'outre-mer par le ministre Louis Jacquinot, rencontré durant la guerre. En 1955, il devient le président de la Société française des Nouvelles-Hébrides, fonction qu'il conserve jusqu'en 1967.
De 1957 à 1958, François Luchaire est conseiller à la Présidence du Conseil. Il participe en tant qu'expert à la rédaction de la Constitution du 4 octobre 1958 et collabore à ce titre aux travaux du Comité consultatif constitutionnel ; il soutient le projet en tant que commissaire du gouvernement devant le Conseil d'État. Il contribue également à la rédaction des ordonnances portant lois organiques lors de l'installation du nouveau régime (article 92 de la Constitution, aujourd'hui abrogé).
De 1960 à 1964, il préside la Société française des hautes études d'Outre-Mer (SFHEOM).
François Luchaire est membre du Conseil constitutionnel de 1965 à 1974, nommé par le président du Sénat Gaston Monnerville. Il participe ainsi à la Décision Liberté d'association du 16 juillet 1971.
En 1970, François Luchaire cofonde l'Université Paris 1 qu'il préside de sa création à 1976,,. Européen convaincu, il est de 1974 à 1979 le vice-président de la Conférence des recteurs européens.
Sur le plan politique, François Luchaire participe en 1972 à la fondation du Mouvement des Radicaux de gauche (MRG), rebaptisé ensuite Parti Radical de Gauche, et dont il deviendra l'un des vice-présidents d'honneur. En 1974, il est le président du comité de soutien à la candidature présidentielle du socialiste François Mitterrand.
À partir de 1982, François Luchaire entame une carrière administrative et politique au service de la gauche. Le Premier ministre Pierre Mauroy le charge ainsi d'une mission sur les rapports entre professions libérales et services publics,, puis il est nommé en 1983 délégué interministériel aux professions libérales, poste duquel il démissionne en avril 1986 pour devenir conseiller de son ami Robert Badinter. Il est également nommé au Conseil économique et social de 1984 à 1989, puis président, de 1989 à 1993, du comité national d'évaluation des établissements publics à caractère scientifique, culturel et professionnel.
En parallèle, François Luchaire poursuit ses activités juridiques. En 1984, il devient ainsi pour deux ans juge ad hoc à la Cour internationale de justice de La Haye. En septembre de la même année, il cofonde l'Académie internationale de droit constitutionnel, basée à Tunis. Il en est d'ailleurs son président, de sa création à 1996, puis président d'honneur de cette date à son décès. À l'occasion de ses sessions d'enseignement, il dispense plusieurs cours qui sont publiés dans les recueils de l'AIDC. En 1989, il est nommé pour quatre ans conseiller en service extraordinaire au Conseil d'État. Enfin, en 1992, le président François Mitterrand le nomme au comité consultatif Georges Vedel pour la révision de la Constitution,,.
François Luchaire stoppe ensuite ses activités politiques et administratives pour se recentrer sur le droit constitutionnel. Outre ses ouvrages juridiques, il intègre en 1993 le Tribunal constitutionnel d'Andorre, dont il prend la présidence en 1996, avant de se retirer un an plus tard.
Enfin, en 2002, il est nommé au sein de la commission de Pierre Avril, chargée de réfléchir à une réforme du statut pénal du président de la République française.
Il meurt à Paris le 7 août 2009, la même année que son épouse Simone.

## Titres et fonctions principales

### Fonctions universitaires
- Professeur de droit public à la faculté de droit de Nancy de 1949 à 1951
- Cofondateur en 1970 de l'Université Paris 1
- Président de l'Université Paris-1 Panthéon-Sorbonne de 1971 à 1976
- Professeur de droit public à l'Université Paris-1 Panthéon-Sorbonne
- Vice-président de la Conférence des recteurs Européens de 1974 à 1979

### Autres
- Président de la Société Française des Nations de 1955 à 1967
- Président de la Société Française des Hautes Études d'Outre-Mer de 1960 à 1964
- Membre du Conseil constitutionnel de 1965 à 1974
- Cofondateur du Parti radical de gauche (PRG) en 1972
- Président du comité de soutien de la candidature présidentielle de François Mitterrand en 1974
- Délégué interministériel au Professions libérales de 1983 à 1986
- Juge ad hoc à la Cour internationale de justice de La Haye de 1984 à 1986
- Cofondateur de l'Académie internationale de droit constitutionnel en 1984
- Membre du Conseil économique et social de 1984 à 1989
- Conseiller d'État à titre extraordinaire de 1989 à 1993
- Président du comité national d'évaluation des établissements publics à caractère scientifique, culturel et professionnel de 1989 à 1993
- Membre de la commission Georges Vedel chargée d'une étude sur la révision de la Constitution
- Président du Tribunal Constitutionnel d'Andorre de 1996 à 1997
- Membre du Tribunal Constitutionnel d'Andorre de 1993 à 1997
- Membre de la commission Pierre Avril sur la réforme du statut pénal du chef de l'État en 2002

## Décorations
- Grand officier de la Légion d'honneur[15][16]
- Officier de l'ordre national du Mérite
- Croix de guerre 1939–1945
- Médaille de la Résistance française (5 juin 1945)
- Médaille des évadés
- Commandeur de l'ordre des Palmes académiques
- Officier de l'ordre du Mérite agricole
- Ordre tunisien du Mérite de l'Éducation

## Publications
- Le Conseil constitutionnel - Tome 1, Organisation et attributions, 2e édition refondue, Paris, Economica, 1997, 490 p.,  (ISBN 2717834230), Tome 2, Jurisprudence, première partie : l'individu, 2e édition refondue, 1998, 259 p.,  (ISBN 2717835342), Tome 3, Jurisprudence, Deuxième et troisième parties : L'État, 2e édition, 1999, 305 p.,  (ISBN 2717838333), Tome 4, Mise à jour des trois volumes, janvier 1998-mars 2002, 2002, 49 p.,  (ISBN 2717844716), Mise à jour des trois volumes janvier 1998-Avril 2006, 2e édition, 2006, 61 p.,  (ISBN 2717852123).
- La Constitution de la République française - Analyses et commentaires, (direction) avec Gérard Conac, 2e édition, Paris, Economica, 1999, 1402 p.,  (ISBN 2717813349).
- Naissance d'une Constitution : 1848, Paris, Fayard, coll. « Histoire des Constitutions de la France », 1998, 274 p. (ISBN 2-213-59357-4, présentation en ligne).
- Droit des collectivités d'outre-mer, en collaboration avec Jean-Yves Faberon et Jacques Ziller, LGDJ, dernière édition en 2007.
- Le droit européen : son application en France, Economica, 2006.
- Le statut constitutionnel de la Polynésie française, Economica, 2005.
- Décentralisation et constitution : commentaire de la loi constitutionnelle relative à l'organisation décentralisée de la République, en collaboration avec Yves Luchaire, Economica, 2003.
- Le juge constitutionnel en France et aux États-Unis : étude comparée, Economica, 2002.
- La Principauté d'Andorre, en collaboration avec M. Mateu, Economica, 2000.
- Le statut constitutionnel de la Nouvelle-Calédonie, Economica, 2000.
- La protection constitutionnelle des droits et des libertés, Economica, 1999.
- Statut constitutionnel de la France d'outre-mer, Economica, 1999.
- Droit constitutionnel de la cohabitation, en collaboration avec Gérard Conac et Gilbert Mangin, Economica, 1999.

### Textes officiels
- [A. 30 mars 1940] Arrêté du 30 mars 1940.
- [D. 5 juin 1945] Décret du 5 juin 1945.
- [D. 13 juill. 1990] Décret du 13 juillet 1990.